# Biz 포커스
《뉴스 툪아보기》는 SBS Biz에서 목요일 오후 4시 55분 부터 5시 25분까지 방송하는 TV 시사 프로그램이다.

## 방송시간
- 목요일 오후 4시 55분 ~ 5시 25분

## 출연자
- 윤진섭 앵커